# 任天堂GameCube
任天堂GameCube（中文区和日本缩写为“NGC”，欧美缩写为“GCN”）是任天堂于2001年在日本和北美、2002年在欧洲和澳洲发布的家用游戏机。屬於第六世代遊戲機，为任天堂64的后继机种，主要競爭對手有索尼電腦娛樂的PlayStation 2和微软的Xbox。
任天堂GameCube是第一款使用光盘作为其主要存储介质的任天堂游戏机。它所使用的光盘尺寸类似于miniDVD。受限于游戏机的光盘舱大小，该系统不能用于播放标准DVD或音频CD。该主机可以通过寬頻轉接器或數據機游玩一些支持在线功能的游戏。还可以通过GBA傳輸線连接到Game Boy Advance，允许玩家使用Game Boy Advance作为游戏的第二屏幕或作为游戏的控制器来控制支持的游戏并实现其他一些特殊功能。
GameCube獲得的評價多為正面。该主机因其优秀的控制器、广泛的软件库和高品質的游戏而受到称赞，但因其外观设计和功能较少而受到批评。GameCube于2007年停产时，共在全球售出2174万台。其后继机型Wii于2006年11月发布，Wii向后兼容大多数GameCube软件。

## 历史
1997年，一家名为ArtX的图形硬件设计公司成立，由二十位工程师组成，他们之前曾在SGI担任过任天堂64的图形硬件设计。该团队由曾担任SGI负责的任天堂64基本架构设计部门的任天堂运营部门负责人颜维群博士领导。
1998年ArtX与任天堂合作，开始设计任天堂第六代视频游戏机的系统逻辑和图形处理器（代号“Flipper”），据报道其早期内部代号为“N2000”。在1999年5月任天堂的新闻发布会上，该游戏机首次公开宣布名为“Project Dolphin”。随后，任天堂开始为游戏开发商提供开发工具包。任天堂还与IBM建立了战略合作伙伴关系，生产代号为“Gekko”的Dolphin CPU。
ArtX于2000年4月由ATI收购，但此时Flipper图形处理器设计已经基本由ArtX完成，所以并未受到ATI的明显影响。ArtX团队的共同创始人Greg Buchner回忆说，他们的主机硬件设计从1998年开始到2000年完成。 ATI收购ArtX的一位ATI发言人说：“ATI现在通过任天堂成为游戏机市场图形处理器的主要供应商。Dolphin平台在128位架构的图形和视频性能方面獲誉为“山丘之王”。
该主机于2000年8月24日在日本的新闻发布会上獲宣布为「Nintendo GameCube」在日本缩写为“NGC”，在北美缩写为“GCN”。任天堂在2001年E3上推出了任天堂的第六代游戏机系列。同时只推出了15款游戏，包括《路易吉洋樓》和《星球大战：侠盗中队2》 。最初计划与主机一起发布的几款游戏都推迟了。 这也是任天堂历史上第一款首發没有推出超级马里奥系列游戏的游戏机。
在游戏机推出很久之前，任天堂已经开发并获得了GameCube早期运动控制器原型的专利，开发商Factor 5曾尝试过为其开发游戏。世嘉美国发展副总裁格雷格托马斯在接受采访时说，“让我担心的是Dolphin的运动控制器（据传包括麦克风和耳机插孔），因为有一个人在思考不同的事情。”而这些运动控制器的概念最後發展為Wii遙控器，在此之前都没有向外發售。
在任天堂GameCube发布之前，任天堂集中资源推出了Game Boy Advance。结果，几款原本为任天堂64游戏机设计的游戏被推迟，转而在GameCube作为首发游戏来开发。最后一款任天堂64第一方游戏于2001年5月发布，这时距离Game Boy Advance发布只有一个月，距离GameCube发布还有六个月，显示了该公司的开发资源的转移。同时，任天堂也正在为GameCube开发游戏，设计为可以通过特殊电缆连接Game Boy Advance来将其当做游戏的控制器和第二屏幕，比如《薩爾達傳說 四人之劍+》和《最终幻想水晶编年史》。
任天堂在其E3 2001展会上以“The Nintendo Difference”为标语开始营销活动。  目标是将自己从娱乐公司的竞争中区分开来。后来的广告则更换为“Born to Play”。而电子游戏广告则以旋转的立方体动画为特色，该动画可以变成GameCube标志，最后以低声说话“GameCube”结束 。2001年5月21日，任天堂GameCube发售，价格为199美元，比索尼的PlayStation 2和微软的Xbox低100美元。
GameCube于2001年9月14日在日本推出。 大约有500,000台及时运送给了零售商。主机原先计划于2001年11月5日在北美推出，但为了提升可供销售的数量，发售日期被延後至同年11月18日，并运送出超过70万台。其他地区在2002年第二季度接连发售、第二年首先於欧洲地区發售。
2002年4月22日，资深第三方任天堂游戏机开发商Factor 5为GameCube开发商MusyX发布了3D音频软件开发套件。它与杜比實驗室合作，提供基于运动的Dolby Pro Logic II的环绕声效果。 

## 硬件
任天堂技术开发的技术总监霍华德说，该公司的目标是选择一种“简单的RISC架构”来帮助软件开发人员更轻松地加速游戏的开发。IGN报道称，该主机“从一开始就以更便宜的价格提供更多的性能来吸引第三方开发者”，而任天堂的主机设计文档则指出，成本是最重要的，其次是空间。 硬件合作伙伴ArtX的副总裁格雷格 布什纳表示，他们对主机硬件设计的指导思想是针对开发人员而不是玩家。
在於1998年開始設計GameCube后，任天堂与ArtX合作（后来在开发期间由ATI Technologies收购）开发系统逻辑和GPU， 与IBM合作开发CPU。 IBM为下一代主机设计了PowerPC处理器，名为Gekko，其运行频率为485 MHz，并具有浮点运算器（FPU），其速度能够达到1.9 GFLOPS。Gekko设计为0.18微米，称为“IBM Power PC架构的延伸”，其特点在于IBM据称是当时独一无二的铜基芯片制造技术。 代号为“Flipper”，GPU运行速度为162 MHz，除了图形外，还处理音频和I/O并管理其他任务。

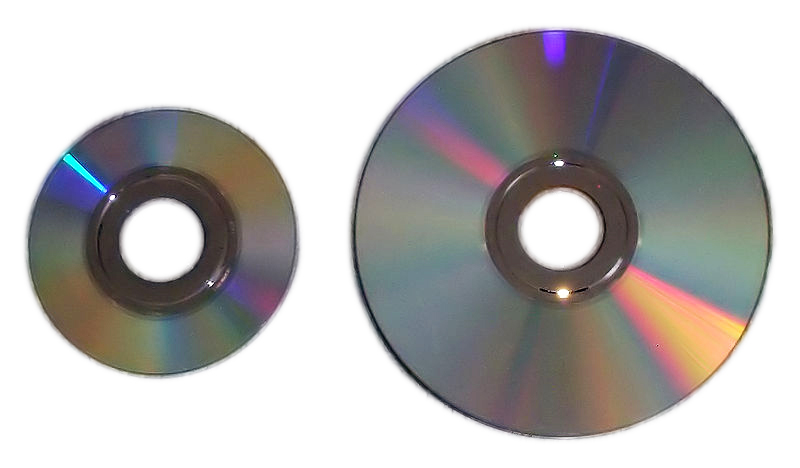
左：存储任天堂GameCube游戏的小型光盘 右：存储Wii游戏的标准大小光盘

GameCube引入了专有的miniDVD光盘格式作为主机的存储介质，其能够存储高达1.5 GB的数据。  该光盘由松下电器产业（现松下电器产业株式会社）采用专有复制保护方案设计，该标准与标准DVD中为防止未经授权的复制而设计的內容擾亂系統（CSS）不同。任天堂在它发布的FC数据记录器、FC磁碟機、SNES CD机和64DD中试验了各种互补存储技术，GameCube是任天堂的首款完全基于媒体的主机。GameCube的1.5英寸miniDVD光盘有足够的空间供大多数游戏使用，不过仍有少数游戏需要额外的光盘来存储更多的数据，或使用更高的视频压缩率或删除其他游戏机版本中的内容。相比之下，PlayStation 2和Xbox以及其他第六世代主机都使用8.5 GB的双层DVD。
就像它的前任任天堂64一样，GameCube主机也有几种不同颜色的机型。该主机以靛蓝色发布，但广告和徽标中主要使用太空灰色。 一年后，任天堂发布了一款“白金”限量版GameCube，该限量版主机和控制器都采用了银色配色方案。 在日本，还发布了一种香料橙色的主机和控制器。但在其他国家只发售了香料橙色的控制器。
任天堂为GameCube开发了立体3D技术，并且有一款已发布的游戏《路易吉洋樓》支持立体3D功能。但是，该游戏的立体3D功能并未在游戏的零售版本中启用。这是因为3D电视在当时并不普遍，并且任天堂认为兼容的3D显示器和立体眼镜的费用对消费者而言过于昂贵。另一个非官方功能是两个音频彩蛋，可以在主机打开时得以调用。当按住玩家1的控制器上的“Z”按钮并同时啟動电源时，会播放更加魔幻的开机音效。当连接四个控制器后，同时按住所有四个控制器上的“Z”按钮并启动主机，会播放“忍者般”的开机音效。

### 記憶體

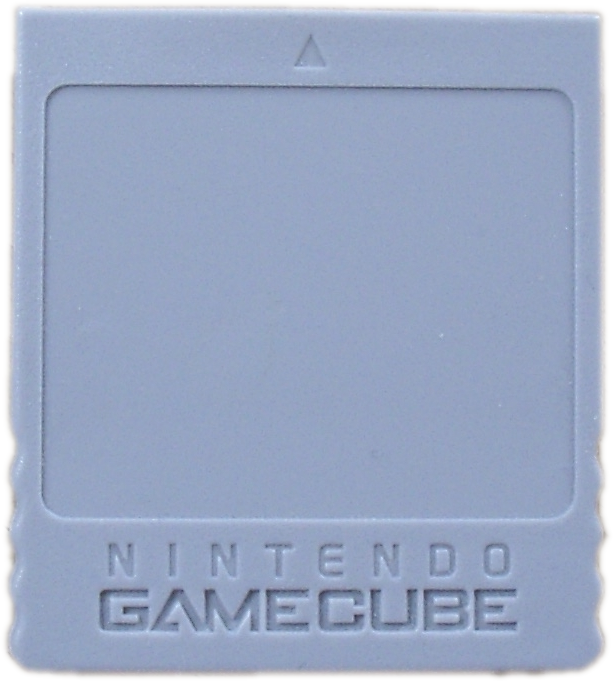
記憶卡59

GameCube具有两个記憶卡端口，用于保存游戏数据。任天堂发布了三种官方記憶卡选项：灰色、透明藍+透明紅色、透明黑色記憶卡59（512 KB），黑色、白色+淺藍色記憶卡251（2 MB）和白色記憶卡1019（8 MB）（市场上经常以兆比特的形式描述，分别为4Mb，16Mb和64Mb）。已知有几款游戏与記憶卡1019存在兼容性问题，并且至少有两款游戏在任何大小的記憶卡下都存在问题。第三方制造商也制作了容量更大的記憶卡。
記憶卡名称后面的号码表示卡上可用儲存塊的数量，每个記憶卡后面的数字都是2的幂减去5。这表明記憶卡拥有5个儲存块专用于某种系统訊息。透过简单的数学运算可以发现每个块都是一个8 KB的数据页面。

### 控制器
任天堂从任天堂64的三手柄控制器设计中学习了它的经验，重新为GameCube设计了两手柄“车把”的设计。这种外形设计在1994年索尼发布的PlayStation控制器以及1997年推出的后续DualShock系列游戏控制器中广受欢迎，DualShock控制器除了拥有震动反馈机能之外，还拥有两个类比摇杆，用以改善3D游戏中的体验。任天堂和微软在其第六代游戏主机的控制器中也使用了类似的设计，但是他们没有使摇杆相互平行，交换了十字键和左侧摇杆的位置。GameCube控制器共有八个按钮，两个摇杆，一个十字键和一个在内部震动反馈电机。主要的摇杆位于控制器左侧，十字键位于左侧下方。右侧有四个按钮：中央有一个大的绿色“A”按钮，左侧有一个较小的红色“B”按钮，右侧有一个“X”按钮，顶部有一个“Y”按钮。右侧下方是一个黄色的“C”摇杆，它通常用于控制相机角度。开始/暂停按钮位于中间，震动电机装在控制器的内部中央。

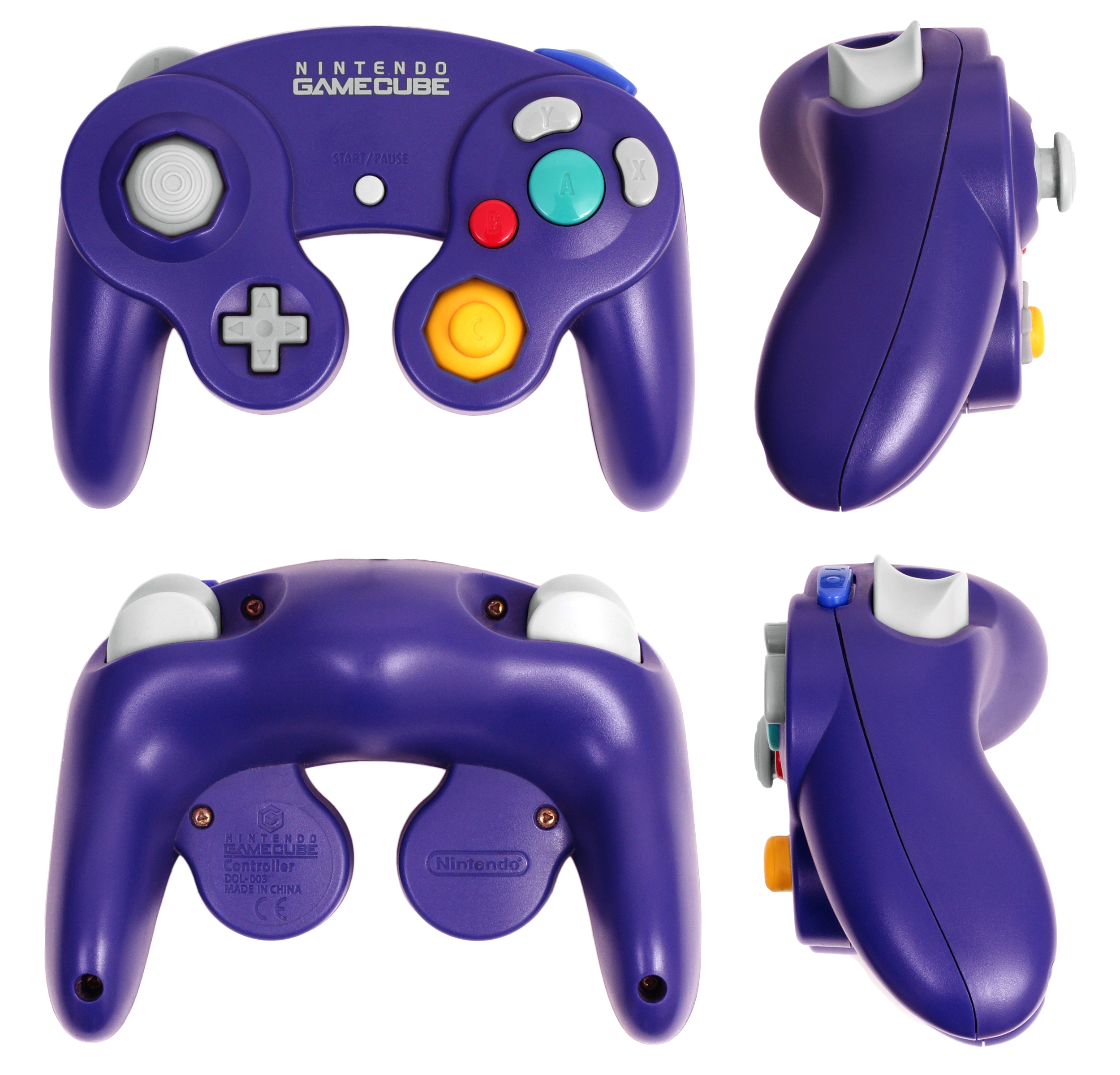
靛青色GameCube控制器

控制器的顶部拥有两个标有“L”和“R”的压力敏感触发按钮。该按钮拥有两个触发阶段：随着按钮按下，它会发出一个模拟信号，按下的越多，模拟信号就越大。一旦完全按下，按钮就会发出“咔哒”声并发出一个数字信号，该数字信号可用于游戏中单独的功能。在右侧还有一个单独的紫色的数字按钮，标记为“Z”。
GameCube控制器的独特之处在于控制器中A按钮的特殊的大小和位置。A按钮为过去任天堂控制器设计中的主要动作按钮，在GameCube控制器中獲设计为更大的尺寸和更集中的位置。橡胶摇杆与控制器的整体按钮方向相结合，旨在减少由于长期操作控制器而造成的手部，手腕，前臂和肩部的不适。
2002年，任天堂推出了其第一方主机制造商开发的任天堂的第一款无线游戏手柄WaveBird无线控制器。这是一款基于无线电頻率的无线控制器，它通过连接到主机的控制器端口之一的无线接收器来与GameCube通信。其在设计上与标准的GameCube控制器类似，但WaveBird无线控制器没有振动机能。它由两节AA电池供电，安装在控制器底部的隔间中。除标准控制器的输入按钮外，WaveBird还配备了一个射频频道选择拨盘，拨盘也可在接收器上找到。以及一个开关机开关。控制器面上的橙色LED灯指示控制器是否开机。该控制器采用浅灰色和铂金色配色方案。

### 兼容性

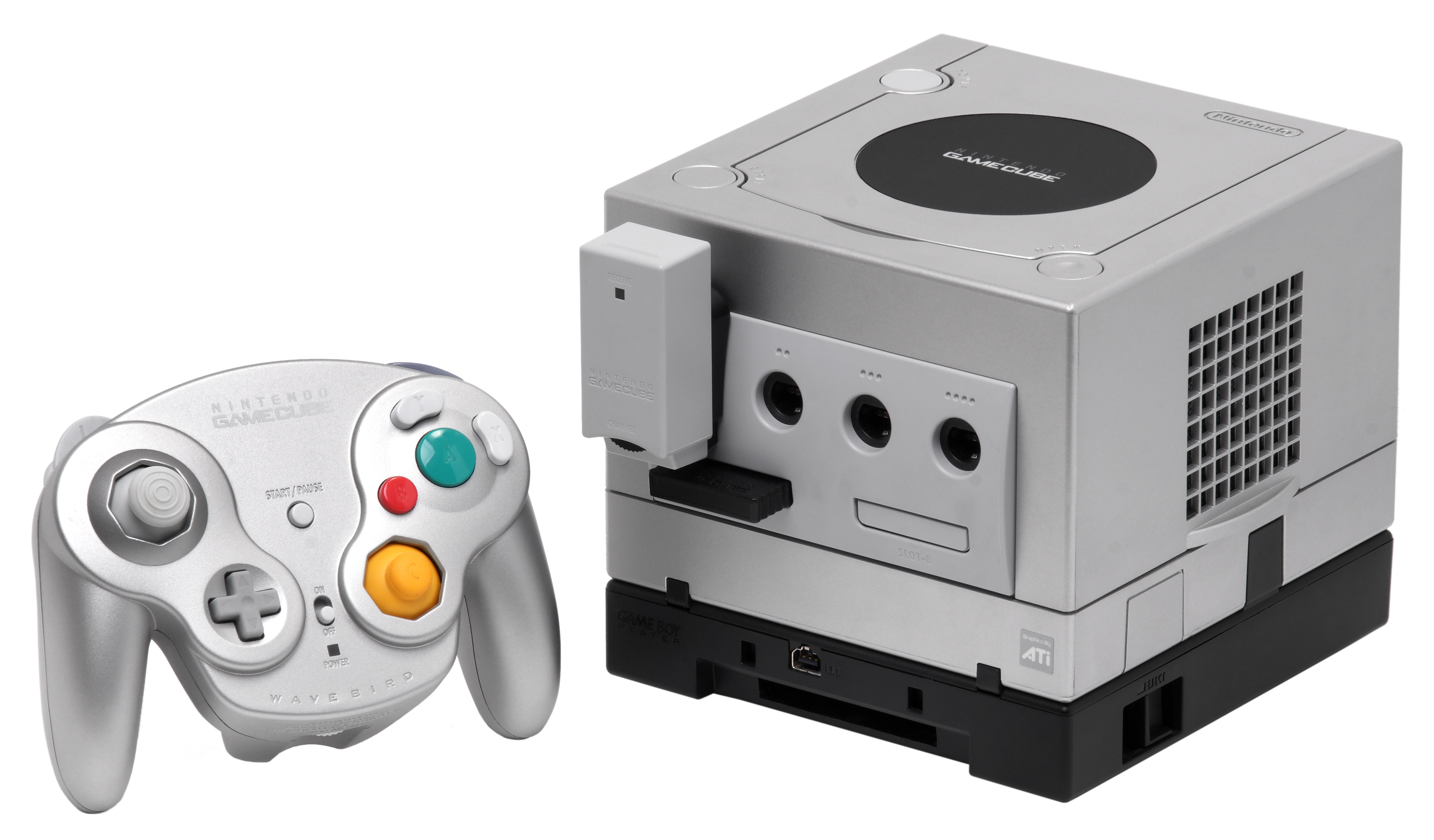
一台插着黑色存储卡251并附上Game Boy Player的白金色GameCube和白金色WaveBird无线控制器

GameCube无法直接游玩其他任何任天堂家用游戏机的游戏，但使用Game Boy Player附件时，可以游玩Game Boy，Game Boy Color和Game Boy Advance的游戏。GameCube的后代主机Wii支持向后兼容GameCube的控制器，存储卡和游戏。但是Wii的后续版本，包括2011年发布的“Family Edition”（橫置版）和2012年发布的Wii Mini，都不支持向后兼容所有的GameCube硬件。

### Panasonic Q
作为与任天堂合作开发原版GameCube硬件光驱的厂商，松下开发了支持播放DVD光盘的任天堂GameCube，并命名为「Q」。Q修改了主机的大小、添加了标准DVD大小的光盘托盘以及其他硬件，克服了原GameCube的miniDVD尺寸光盘托盘的限制。Panasonic Q于2001年12月在日本独家发售，但因其销售量过低导致Q在2003年12月停产。

## 游戏软件
GameCube截止到2007年的產品命期间，共发布了600多款游戏。
任天堂传统上以发布创新的第一方游戏而闻名，其中最着名的是《超级马里奥》和《薩爾達傳說》系列。这些第一方游戏系列在GameCube上开发了续作，增加了GameCube的流行度。作为游戏发行商，任天堂还专注于为GameCube开发新的游戏系列，比如《皮克敏》和《動物森友會系列》，并且更新了一些跳过N64平台的游戏，最着名的是密特羅德系列，在GameCube上发行了续作《密特羅德Prime》。这款游戏机上广受好评的《薩爾達傳說 風之律動》和《超級瑪利歐陽光》也获得了成功，并且它的畅销游戏《任天堂明星大亂鬥DX》在全球售出700万份。尽管任天堂对其游戏的承诺，但因为在主机的初期没有提供足够的游戏，它仍然受到一些人的批评。
早在其历史上，任天堂在红白机和超級任天堂上的第三方开发者支持方面取得了相当大的成功。但20世纪90年代的Mega Drive和索尼PlayStation改变了市场格局，降低了任天堂在Nintendo 64上获得独家第三方支持的能力。这是因为PlayStation使用了成本更便宜，容量更高的光盘，而N64主机使用的游戏卡带介质，增加了制造游戏的成本。
随着GameCube的发布，任天堂的目标是扭转这一種趋势。GameCube引入的新光盘格式显着提高了容量并降低了生产成本。大部分情况下，该策略十分奏效。比如卡普空為GameCube平台開始Capcom Five計劃，分別是《P.N.03》（唯一一款GameCube獨佔遊戲）、《红侠乔依》、《Dead Phoenix》（已終止開發）、《生化危機4》和《杀手7》。Factor 5的《星球大战侠盗中队2：侠盗领袖》和科樂美的《合金装备 孪蛇》都非常成功。世嘉在其Dreamcast游戏机消亡之后专注于第三方开发，为GameCube移植了诸如《疯狂出租车》和《索尼克大冒险2》的游戏。该公司还在GameCube上开设了新独占游戏系列，比如《超级猴子球》。有几个第三方开发商獲任天堂聘用为GameCube开发新的独占游戏，比如南梦宫开发的《星際火狐：突襲》和Treasure开发的《瓦里奥世界》。

### 在线游戏

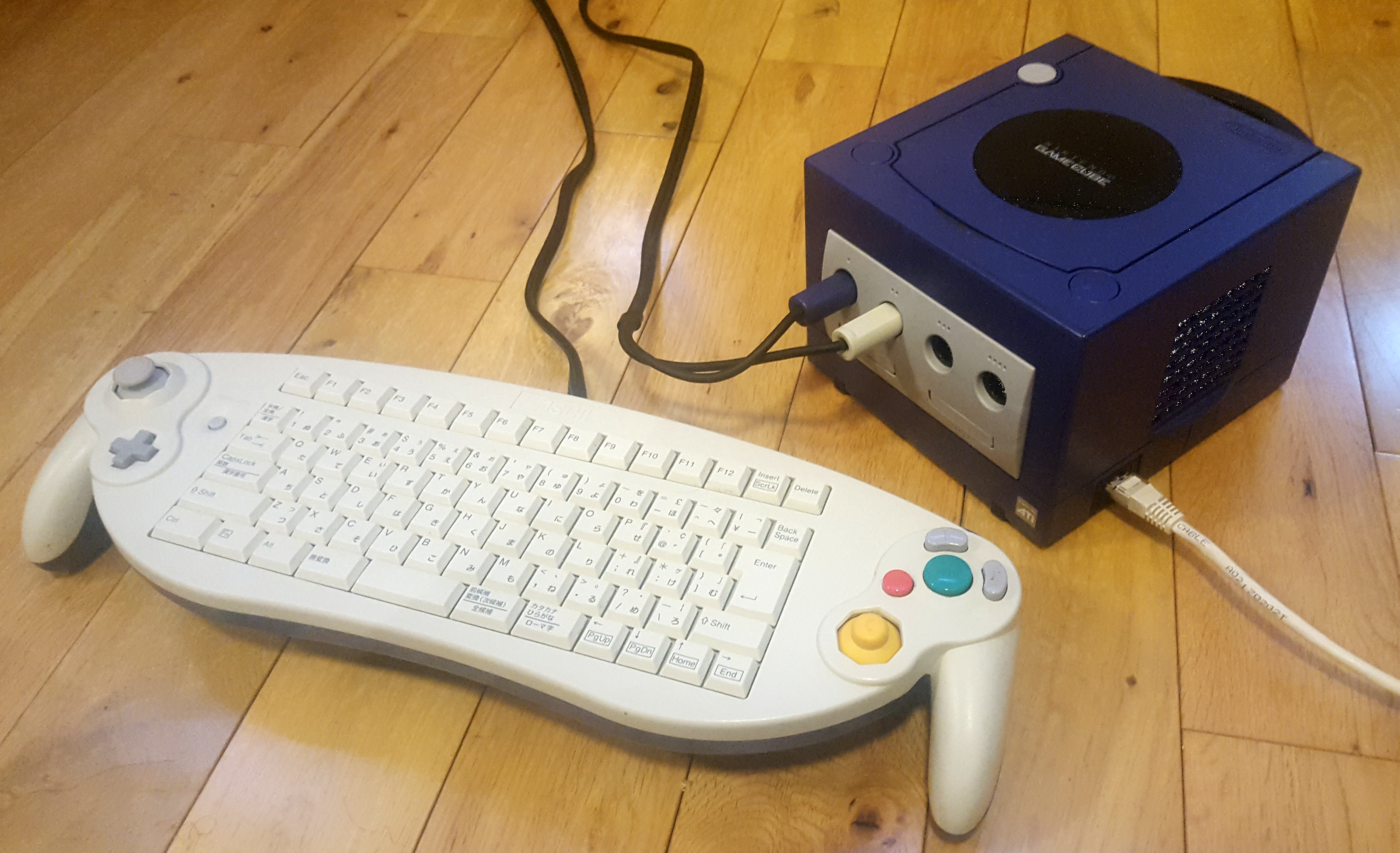
安装了宽带适配器的GameCube主机并连接了以太网电缆。配备了一个ASCII制造的键盘控制器，以帮助玩家在《梦幻之星在线》中进行沟通

一共有八个GameCube游戏支持网络连接。其中五个支持互联网连接，三个支持局域网连接。在西方国家发售的支持网络连接的游戏只有三款：由世嘉开发的電子角色扮演遊戲梦幻之星系列的《梦幻之星在线》、《梦幻之星在线第一和二章》和《梦幻之星在线第三章：C.A.R.D革命》。 这些游戏的官方服务器在2007年关闭，但玩家仍然可以连接到由游戏粉丝维护的私人伺服器。 日本除了以上的三款游戏还发售了另外两款支持网络连接的游戏：一款合作模式電子角色扮演遊戲： 《祖国》和拥有可下载内容的棒球游戏《實況野球10》。最后，还有三款竞速游戏具有局域网多人游戏模式：《1080°雪崩》，《卡比的飞天赛车》和《马里奥赛车 双重冲击！！》。这三款游戏也可以通过第三方个人电脑软件在网络上强制执行隧道协议来转发GameCube的网络以达到互联网上游戏的功能。
要在线游玩这些游戏，玩家必须在他们的主机中安装官方的宽带或调制解调器适配器，因为GameCube没有开箱即用的网络功能。任天堂从未部署任何服务器或互联网服务与主机进行交互，但允许其他发布商这样做，并让他们负责管理其游戏的在线体验。

## 评价
任天堂GameCube推出后普遍获得正面评价。《PC杂志》赞扬了推出时游戏机的整体硬件设计和品质。CNET给出了一般的评价，并指出虽然游戏机缺乏其竞争对手提供的一些功能，但相对便宜，拥有出色的控制器设计，并推出了十分体面的游戏阵容。 在接下来的评论中，批评通常集中在整体外观和感觉上，并将其描述为十分“玩具感” 。在糟糕的销售数字和与任天堂相关的经济损失中，一篇時代雜誌的文章称GameCube为“无法逾越的灾难”。
回顾起来，Joystiq将GameCube的推出时间与其后继者Wii进行了比较，指出GameCube因缺乏游戏导致销量欠佳，并且游戏机被限制的在线游戏功能长期损害了其市场份额。《时代国际》认为该主机的销量过低的原因是因为它缺乏“技术创新”。

### 销售
在日本，发售的头三天内共销售了280,000至300,000台GameCube游戏机，而任天堂最初的出货量为450,000台。在北美发售的第一个星期，共销售了价值1亿美元的GameCube产品该主机在多家商店售罄，销售速度超过其早就发布的竞争对手Xbox和PlayStation 2。该主机推出的最受欢迎的游戏是《路易吉洋樓》，根据任天堂的说法，该游戏在推出时比《超級瑪利歐64》的售价更高。其他受欢迎的游戏包括《星球大战侠盗中队2:侠盗领袖》和《Wave Race：Blue Storm》。到2001年12月初，该主机在美国售出了60万套。
GameCube在全球销售期间销售了2200万台GameCube，在Xbox的2400万部之后，并远远落后于PlayStation 2的1.55亿。GameCube的前任机型Nintendo 64的表现也超过了它，销售了近3300万部。但该主机比短命的Dreamcast的933万销量多。2009年9月，IGN将GameCube排名第16位列入其最佳游戏机列表中，并将其排在其所有三个第六代竞争对手之后：PlayStation 2（第3名），Dreamcast（第8名）和Xbox（第11名）。截至2003年3月31日，GameCube在全球销售了950万台，低于任天堂最初预期的1000万台游戏机。
许多任天堂自己的第一方游戏，例如《任天堂明星大亂鬥DX》和《马里奥赛车 双重冲击！！》的销售额强劲，但这通常不会让第三方开发商受益或直接推动他们的游戏销售。许多跨平台游戏（如EA Sports系列）的销售量远远低于其竞争对手PlayStation 2和Xbox上的销量，最终促使一些开发商缩减或完全停止支持GameCube。但也有例外情况，如世嘉的家庭游戏《索尼克大冒险2》和《超级猴子球》，据报道，这两款游戏在GameCube上的销售额大大高于公司在PlayStation 2和Xbox上开发的其他游戏。Eidos在对任天堂主机开发数年后，于2003年9月宣布将终止对GameCube的支持，并取消正在开发的几款游戏。 然而后来，Eidos恢复了开发GameCube游戏，发布诸如《星球大战：电子游戏》和《古墓奇兵：不死傳奇》等热门游戏。 此外，一些原本打算成为GameCube独家产品的第三方游戏 - 最着名的是生化危機4 - 最终獲移植到其他系统上，以试图在原始GameCube版本销售不佳的情况下实现利润最大化。
由于销售量下滑和库存数百万未售出的游戏机，任天堂在2003年前九个月停止GameCube的生产，以减少剩余库存。在2003年9月24日价格下跌至99.99美元后，销售额小幅反弹。 《塞尔达传说：珍藏版》套装也同时发布。一个演示光盘：“任天堂GameCube预览光盘”，也于2003年发布。 从这段时间开始，GameCube的销售量继续保持稳定，特别是在日本，但GameCube在第六代时期的全球销售量仍然位居第三，因为其他地区的销售量表现较弱。
一些第三方公司，如育碧、 THQ、 迪斯尼互动工作室、 Humongous Entertainment和EA Sports， 在2007年仍繼續发布GameCube游戏。

### 市场份额
随着GameCube的出现，任天堂未能挽回其前任任天堂64所失去的市场份额。在整个游戏机生命周期中，GameCube硬件销售仍远远落后于其直接竞争对手PlayStation 2，并略微落后于微软Xbox。该主机“家庭友好型”的吸引力和缺乏某些第三方开发商的支持使GameCube向一个年轻市场倾斜，而该市场是第六代游戏人口的少数人群。许多青少年或成年人喜欢的第三方游戏，如俠盜獵車手系列和其他几个关键的第一人称射击游戏，都跳过GameCube而完全在PlayStation 2和Xbox发行。
截至2003年6月，GameCube拥有13％的市场份额，与Xbox相差不多，但相对于PlayStation 2则远低于60％。

### 影響
GameCube上发布的许多游戏，比如《皮克敏》和《小小机器人》后来成为任天堂的热门游戏，同时还有一些游戏在后来也衍生出多个子系列，如《银河战士Prime》和《路易吉洋樓》。